# Bon Jovi (альбом)
Bon Jovi — дебютный альбом американской рок-группы Bon Jovi, выпущенный 21 января 1984 года. Песни с этого альбома, за исключением вышедшей в качестве сингла «Runaway», редко исполнялись вживую.

## История создания
У истоков группы стоял вокалист Джон Бон Джови. В юности он выступал в различных группах в Нью-Джерси, в то время как его брат Тони Бонджови был владельцем нью-йоркской студии звукозаписи Power Station. Джон работал в ней уборщиком и в свободное время записывал демо-записи, одна из которых попала на местное радио. Песня «Runaway» стала местным хитом и привела к тому, что музыканты решили основать группу, назвав её в честь вокалиста. Помимо Джона Бон Джови, в состав коллектива вошли гитарист Дэйв Сабо, бас-гитарист Алек Джон Сач и барабанщик Тико Торрес.
На волне успеха дебютного хита, группой заинтересовались крупные лейблы. В результате этого в 1983 году Bon Jovi подписали контракт с компанией Polygram / Mercury. К тому времени гитаристом группы стал Ричи Самбора, опытный исполнитель, известный по своему участию в группе Message.
В 1984 году группа отправилась в студию и там записала свой дебютный одноимённый альбом. Песня «Runaway» попала в число лучших 40 композиций в американском хит-параде.
Альбом занял 11-е место среди лучших рок-альбомов 1984 года по версии журнала Kerrang!

## Отзывы критиков
| Оценки критиков               | Оценки критиков |
| Источник                      | Оценка          |
| ----------------------------- | --------------- |
| AllMusic                      | [ 5 ]           |
| The Rolling Stone Album Guide | [ 6 ]           |

В сборнике The Rolling Stone Album Guide первый альбом Bon Jovi удостоился невысокой оценки в две звезды. Вместе со второй пластинкой 7800° Fahrenheit, дебютный альбом был назван примером незамысловатого поп-метала восьмидесятых, созданного по образцу Journey, Starship и Брюса Спрингстина.
Обозреватель сайта AllMusic Лесли Мэттью, напротив, назвал пластинку «часто упускаемым из виду небольшим драгоценным камнем времён зарождения хейр-метала». По его мнению, пластинка демонстрировала интерес Бон Джови к нью-вейв и синти-попу, но также сочетала хард-рок семидесятых и стадионный рок, заложив основу карьеры группы, которая достигнет пика через несколько лет, используя ту же самую формулу.

## Список композиций
1. Runaway
2. Roulette
3. She Don’t Know Me
4. Shot Through The Heart
5. Love Lies
6. Breakout
7. Burning for Love
8. Come Back
9. Get Ready